# Jan Magnus Tęczyński
Jan Magnus Tęczyński herbu Topór (ur. 16/17 września 1579 w Kraśniku, zm. 17 lipca 1637) – polski szlachcic, wojewoda krakowski w 1620 roku, cześnik koronny w 1618 roku, starosta radoszycki w latach 1622–1633, podczaszy królowej w latach 1610–1620, starosta płocki w latach 1608–1617, starosta radoszycki w latach 1622–1623, starosta żarnowiecki w latach 1631–1633.

## Życiorys
Syn Andrzeja Tęczyńskiego i Zofii Dembowskiej. W 1606 r. ożenił się z Dorotą Mińską z którą miał trzech synów: Gabriela (zm. 1629), Krzysztofa (1609-1632), Stanisława (1611–1634) i córkę Izabelę, która to została żoną Łukasza Opalińskiego.
Był elektorem Władysława IV Wazy z województwa krakowskiego w 1632 roku. Jako senator wziął udział w sejmach: 1620, 1623, 1627, 1631, 1632 (III) i 1633 roku.
Razem z siostrą Agnieszką z Tęczyńskich Firlejową rozbudował i zmodernizował zamek Tenczyn. Był człowiekiem wykształconym, w czasie włoskich studiów zaprzyjaźnił się z Galileuszem. Opiekował się ludźmi sztuki, był m.in. protektorem Piotra Kochanowskiego (bratanka Jana), którego zainspirował do przetłumaczenia „Jerozolimy wyzwolonej” Torquato Tasso. Przyjaźnił się z uczonymi Akademii Krakowskiej, sam był adresatem wielu rozpraw naukowych i utworów literackich. Współpracował z siostrą Agnieszką przy fundacji klasztoru karmelitów w Czernej koło Krzeszowic. Był również fundatorem klasztoru kamedułów w Rytwianach.
Według dotychczasowych przekazów został pochowany w kaplicy zamku Tenczyn, skąd w 1783 r. jego zwłoki zostały przeniesione dzięki staraniom ks. Kazimierza Bodurkiewicza, jednego z dwóch ostatnich zamkowych kapelanów, do podziemi kościoła św. Katarzyny Aleksandryjskiej w Tenczynku. Miejsce jego pochówku upamiętnia tablica umieszczona w posadzce kościoła z błędną datą jego śmierci (1638 r.). W 2018 Kamil Bogusz odnalazł jednak dokument z archiwum klasztoru karmelitów w Czernej, z którego wynika, że Jana Magnusa pochowano w klasztorze kamedułów w Rytwianach. Z ustaleń Bogusza wynika, że w kościele w Tenczynie spoczywają zwłoki innego Jana Tęczyńskiego, kasztelana wojnickiego zmarłego w 1593.